# تاكياتو يايا
تاكياتو يايا (مواليد 3 أبريل 2000) هي لاعبة كرة قدم توغولية تلعب في مركز لاعبة وسط لصالح نادي الهمه السعودي ومنتخب توغو الوطني للسيدات.

## المسيرة مع الأندية
لعبت يايا لصالح Swallows Lomé في توغو، كما لعبت مع نادي إلكاديم في تركيا.

## المسيرة الدولية
مثّلت يايا منتخب توغو على المستوى الأول خلال تصفيات كأس الأمم الأفريقية للسيدات 2022.

## وصلات خارجية
- تاكياتو يايا على إنستغرام